# Seek & sigh
Seek & sigh is het vijfde album van de Assense groep Tangarine uit 2013.

## Opname
Tangarine bestaat uit de tweeling Sander en Arnoud Brinks, die in 2008 hun eerste werk in eigen beheer uitbrachten onder de naam Tangarine. In 2011 speelde de band in het voorprogramma van Tim Knol, waar zij toetsenist Matthijs van Duijvenbode ontmoetten. Deze was zo onder de indruk van het duo, dat hij besloot het duo onder zijn hoede te nemen, zoals hij al eerder deed met Knol. Een eerder opgenomen album werd gestald en het duo begon, met dezelfde band die Van Duijvenbode had samengesteld voor het album Born in a storm van De beste singer-songwriter van Nederland winnaar Douwe Bob, met het opnemen van nieuw materiaal in de Studio Sound Enterprise van Frans Hagenaars, waarbij zowel Hagenaars als Van Duijvenbode optraden als producer.
Op 20 maart 2013 werd het album verstuurd naar de leden van de Excelsior Supportersclub en op 22 april werd het album officieel gepresenteerd in de Amsterdamse zaal Bitterzoet. Het album werd zowel op compact disc als dubbelelpee uitgebracht in verschillende versies. Het album kreeg overwegend positieve recensies en bereikte de 71e plaats van de Album Top 100. De voorkant van het album bevat een foto van de band gemaakt door Tim Knol.

## Muzikanten
- Sander Brinks - gitaar en zang
- Arnout Brinks - gitaar, zang en mondharmonica

### Sessiemuzikanten
- Reyer Zwart - basgitaar en contrabas
- Kees Schaper - drums en achtergrondzang
- Matthijs van Duijvenbode - keyboard, percussie en achtergrondzang
- Jan Peter Hoekstra - baritongitaar, pedal-steelgitaar en achtergrondzang

## Tracklist
1. Out of sight
2. Younger than I'm now
3. Waters on the rise
4. Seek & sigh
5. Reasons
6. The past in us
7. Walking on a dead end street
8. The wasted times
9. Motion of light
10. Sure of the things
11. Walls around my soul
12. What you've been before

Alle nummers zijn geschreven door Sander en Arnout Brink.

## Verschillende uitgaven
Het album Seek & sigh is uitgegeven in vier verschillende versies, met vier verschillende labelnummers.
- EXCEL96337: gelimiteerde dubbelelpee-uitgave op blauw vinyl met toegevoegde cd
- EXCEL96338: luxe cd-uitgave in een boekje met daarin foto's van Tim Knol en handgeschreven teksten
- EXCEL96339: gewone dubbelelpee-uitgave op zwart vinyl met toegevoegde cd
- EXCEL96340: cd-uitgave in een gevouwen kartonnen hoesje voor de Excelsior Supportersclub

## Hitnotering
| "Seek & sigh" in de Nederlandse Album Top 100 - binnen: 20-04-2013 | "Seek & sigh" in de Nederlandse Album Top 100 - binnen: 20-04-2013 | "Seek & sigh" in de Nederlandse Album Top 100 - binnen: 20-04-2013 | "Seek & sigh" in de Nederlandse Album Top 100 - binnen: 20-04-2013 | "Seek & sigh" in de Nederlandse Album Top 100 - binnen: 20-04-2013 |
| Week                                                               | 01                                                                 | 02                                                                 |                                                                    |                                                                    |
| ------------------------------------------------------------------ | ------------------------------------------------------------------ | ------------------------------------------------------------------ | ------------------------------------------------------------------ | ------------------------------------------------------------------ |
| Nummer                                                             | 71                                                                 | 86                                                                 | uit                                                                |                                                                    |